# Clinton (Utah)
Clinton – miasto w Stanach Zjednoczonych, w stanie Utah, w hrabstwie Davis.